# 바흐리 탄르쿨루
바흐리 탄르쿨루(튀르키예어: Bahri Tanrıkulu, 1980년 3월 16일 ~ )는 2004년 올림픽에서 은메달을 획득한 터키의 전 태권도 선수이다. 아크데니즈 대학교에서 공부했다.
터키 최초의 세계 태권도 선수권 대회와 유럽 선수권 대회에서 금메달을 획득한 선수이다. 이스탄불 스포츠 클럽 소속이였으며 코자엘리 스포츠 클럽으로 팀을 옮겼다. 2012년 올림픽에도 참가하였으며 4강까지 진출하였다.
여동생인 아지지 탄르쿨루도 태권도 선수이며 2008년 올림픽에 참가하여 은메달을 획득하였다. 2009년 1월 29일 오스트레일리아의 태권도 선수 티나 모건과 결혼하였다.